# 紐約，紐約 (電影)
《紐約，紐約》（英語：New York, New York）是1977年的美國歌舞電影，由馬田·史高西斯執導，麗莎·明尼利、羅拔·迪尼路飾演一對音樂家和戀人。故事講述「關於一個爵士樂的色士風演奏家（羅拔·迪尼路）和一個流行歌手（麗莎·明尼利）瘋狂地相愛和結婚」；然而，「色士風演奏家的怪裡怪氣且變化無常的個性對他們的關係造成了持續的緊張，而在他們有了孩子之後，他們的婚姻便崩潰了」，恰好他們的職業生涯在不同途徑上發展。演員傑克·哈利會在本片的最後一幕出現。

## 劇情
故事開始是在1945年的第二次世界大戰對日戰爭勝利紀念日。一間紐約市夜總會正在舉行一場大型的慶祝活動，由湯米·多西大樂團演奏音樂。在那裡，自私和花言巧語的色士風演奏者Jimmy Doyle（迪尼路 飾演）遇見了三流的勞軍聯合組織（USO）歌手Francine Evans（明尼利 飾演），她雖然寂寞，但仍然不想和Jimmy有任何關係，而Jimmy為了得到她的電話號碼而一直糾纏著她。
第二天早上，他們最後共用了一輛出租車，而Francine則違背了她的意願，陪著Jimmy去面試。在那裡，他與俱樂部老闆爭吵。Francine在面試時開始唱經典老歌 "You Brought a New Kind of Love to Me"；Jimmy用他的色士風加入演奏。俱樂部老闆被打動，令Francine驚訝的是提供他們一個工作——男女表演。從那一刻起，Jimmy和Francine的關係深深地變成了痴迷和愛的混合物。但是存在一些問題——主要是Jimmy傾向於與他的同事爭吵，以及他與懷有孩子的Francine發生越來越暴力的爭執。他們之間的一個特別糟糕的爭吵戰導致了Francine開始分娩。Jimmy急忙送她到醫院，她在醫院生了一個男嬰。但Jimmy並未准備當父親，或當好丈夫，而他拋棄了自己的妻子，甚至在離開醫院的時候也婉拒看他的新生兒。
幾年後，在一家錄音室裡，Francine錄製了 "But the World Goes Round"，這是一首令她成為一名受歡迎的娛樂人物的動人頌歌。在接下來的幾年中，Jimmy和Francine都在音樂界取得成功，他成為著名的爵士音樂家和俱樂部老闆，而她成為一名成功的歌手和電影女演員。
Jimmy用他的色士風錄製了一首歌曲，而這首歌到達爵士樂排行榜的首位。Francine在唱了歌曲 "紐約，紐約" 後鞏固了她的明星地位。她的表演受到了廣泛的觀眾讚賞，而表演地方在幾年前她和Jimmy遇見的夜總會。表演結束後，Jimmy打電話給前妻，建議他們一起吃晚飯。Francine動了心，朝著劇場後門的出口走去，但最後一刻改變了主意。Jimmy在人行道上等著，意識到他已經空等一場，在他寫的這首歌 "紐約，紐約" 的陪伴下走上街頭。

## 演員
- 麗莎·明尼利 飾演 Francine Evans
- 羅拔·迪尼路 飾演 Jimmy Doyle
- 萊諾·史丹德爾（英语：Lionel Stander） 飾演 Tony Harwell
- 巴里·普賴默斯（英语：Barry Primus） 飾演 Paul Wilson
- 梅莉·凱伊·普雷斯（英语：Mary Kay Place） 飾演 Bernice Bennett
- 法蘭克·希維羅（英语：Frank Sivero） 飾演 Eddie DiMuzio
- 喬基·奧爾德（英语：Georgie Auld） 飾演 Frankie Harte
- George Memmoli（英语：George Memmoli） 飾演 Nicky
- 哈利·諾薩普（英语：Harry Northup） 飾演 Alabama
- 迪克·米勒 飾演 Palm Club的老闆
- 克拉倫斯·克萊蒙（英语：Clarence Clemons） 飾演 Cecil Powell
- 凱西·格森（英语：Casey Kasem） 飾演 DJ aka Midnight Bird
- 亞當·溫克勒（英语：Adam Winkler） 飾演 Jimmy Doyle, Jr.
- 傑克·哈利（英语：Jack Haley） 飾演 Master of Ceremonies（未掛名客串）

## 音樂
1. "Main Title" (Theme / You Are My Lucky Star / Just You, Just Me / The Man I Love - Medley) - Ralph Burns (1:53)
2. "You Brought a New Kind of Love to Me（英语：You Brought a New Kind of Love to Me）" - 麗莎·明尼利 (1:47)
3. "Flip the Dip" - 樂團 (2:13)
4. "V.J. Stomp" - 樂團 (1:08)
5. "Opus Number One（英语：Opus No. 1）" - 樂團 (8:49)
6. "Once in a While（英语：Once in a While (1937 song)）" - 麗莎·明尼利 (2:17)
7. "You Are My Lucky Star" - 麗莎·明尼利 (1:18)
8. "Game Over" - 樂團 (2:25)
9. "It's a Wonderful World" - 樂團 (2:08)
10. "The Man I Love（英语：The Man I Love (song)）" - 麗莎·明尼利 (3:20)
11. "Hazoy" - 樂團 (2:38)
12. "Just You, Just Me（英语：Just You, Just Me）" - 麗莎·明尼利 (2:29)
13. "There Goes the Ball Game" - 麗莎·明尼利 (1:27)
14. "藍月" - 羅拔·迪尼路 / 梅莉·凱伊·普雷斯 (3:28)
15. "Don't Be That Way" - 樂團 (0:44)
16. "Happy Endings" - 麗莎·明尼利 / Larry Kert (11:39)
17. "But the World Goes 'Round" - 麗莎·明尼利 (3:58)
18. "紐約，紐約" - 樂團 (2:49)
19. "Honeysuckle Rose（英语：Honeysuckle Rose (song)）" - Diahnne Abbott (2:16)
20. "Once Again Right Away" - 樂團 (2:04)
21. "Bobby's Dream" - 樂團 (3:58)
22. "紐約，紐約" - 麗莎·明尼利 (3:16)
23. "紐約，紐約 (重複)" - 樂團 (1:13)

## 反響
在史高西斯製作了成功的電影《計程車司機》後，本片票房卻失敗。電影的預算是1400萬美元，當時來說是一個很大的數字，在票房上只獲得1640萬美元，其令人失望的反響使史高西斯產生抑鬱和吸毒。然而，根據Peter Biskind的著作《Easy Riders, Raging Bulls》所說，史高西斯對可卡因上癮以及對即興創作的對白完全缺乏控制是導致電影失敗的主要因素。
儘管本電影的票房並不理想，其同名主題曲《紐約，紐約》卻廣為流傳。1978年10月，法蘭克·辛納屈在無線電城音樂廳翻唱了此曲，深受聽眾喜愛。如今，《紐約，紐約》幾乎成為紐約的代表曲。

## 外部連結
- 開眼電影網上《紐約，紐約》的資料（繁體中文）
- 豆瓣电影上《紐約，紐約》的資料 （简体中文）
- 时光网上《紐約，紐約》的資料（简体中文）
- AllMovie上《紐約，紐約》的资料（英文）
- 爛番茄上《紐約，紐約》的資料（英文）
- Box Office Mojo上《紐約，紐約》的資料（英文）
- TCM电影资料库上《紐約，紐約》的资料（英文）
- 互联网电影数据库（IMDb）上《紐約，紐約》的资料（英文）